# Norman Smith
Norman Smith, noto anche con lo pseudonimo di Hurricane Smith (Londra, 22 febbraio 1923 – Londra, 3 marzo 2008), è stato un produttore discografico e batterista britannico.

## Biografia
È famoso per aver suonato occasionalmente con i Beatles, e   aver prodotto i primi album dei Pink Floyd (The Piper at the Gates of Dawn, A Saucerful of Secrets, Ummagumma,  Atom Heart Mother , Meddle), con la sua etichetta discografica Harvest Records.
È anche conosciuto con l'appellativo di "Hurricane Smith". È documentato da numerose testimonianze biografiche relative ai Beatles che John Lennon, con uno dei suoi consueti giochi di parole, usava chiamarlo anche 'Normal'.
Negli anni settanta ha intrapreso la carriera solistica pubblicando, tra gli altri, con lo pseudonimo E. B. Smith, il celebre brano Oh Babe, What Would You Say.

## Discografia

### Solista
- 1974 - What Would You Say

### Come produttore discografico
- 1967 - The Piper at the Gates of Dawn - Pink Floyd
- 1968 - A Saucerful of Secrets - Pink Floyd
- 1969 - Ummagumma - Pink Floyd
- 1970 - Atom Heart Mother - Pink Floyd
- 1970 - Parachute - The Pretty Things
- 1972 - Freeway Madness - The Pretty Things
- 1974 - Silk Torpedo - The Pretty Things
- 1975 - Savage Eye - The Pretty Things
- 1976 - Hertburn - Kevin Coyne
- 1982 - Grand Cross - David Matthews
- 1995 - Baby James Harvest - Barclay James Harvest
- 1997 - The Rock and Roll Years - Cliff Richards